# Selim Jedidi
Pour les articles homonymes, voir Jedidi.
Selim Jedidi, né le 17 avril 1970, est un arbitre tunisien de football, international depuis 2007.
Il est le fils de Mohamed Salah Jedidi, joueur de football et buteur du Club africain.

## Carrière
Il a officié dans des compétitions majeures : 
- Un match de la Coupe d'Afrique des nations de football 2012 ;
- Deux finales de la coupe de Tunisie de football (2009 et 2010) ;
- Deux matchs des Jeux olympiques de 2012 ;
- Demi-finale de la Coupe d'Afrique des nations de football 2013 (Burkina Faso-Ghana) : son arbitrage contesté pousse la Confédération africaine de football à le suspendre[1].